# Shenyang J-50
De Shenyang J-50 is een stealth gevechtsvliegtuig van de zesde generatie in ontwikkeling tegen 2035 bij Shenyang Aircraft Corporation voor de Marine van het Volksbevrijdingsleger.
Het vliegtuig is op 26 december 2024, de verjaardag van Mao Zedong, gezien boven Shenyang.
Hij heeft twee motoren, zwenkbare deltavleugels en geen kielvlak voor betere stealth.
De Shenyang J-50 is kleiner en lichter dan de Chengdu J-36 en geschikt voor vliegdekschepen.

## Tegenhangers
Stealth gevechtsvliegtuigen van de zesde generatie die er commercieel en/of militair mee wedijveren:
- Verenigde Staten F/A-XX voor de United States Navy
- Verenigde Staten Boeing F-47 voor de United States Air Force
- Verenigd Koninkrijk BAE Systems Tempest
- Frankrijk Système de Combat Aérien du Futur
- Rusland MiG-41
- China Chengdu J-36 voor de Luchtmacht van het Volksbevrijdingsleger